# Montaan draadwatje
Het montaan draadwatje (Trichia sordida) is een slijmzwam uit de familie Trichiidae. Het komt voor in loofbossen. Het leeft saprotroof op dood loofhout van met name Fagus.

## Kenmerken
Het leeft in een groep van zittende sporocarpen. Het peridium bevat bruin vlekken en de structuur is vaak met witte lijntjes. De sporen zijn dicht bezet met stekeltjes en hebben een smalle zoom onder microscoop. De elateren zijn bekleed met vier of vijf regelmatige spiralen en eindige in een lange punt.

## Verspreiding
Het montaan draadwatje komt voor in Europa, Noord-Amerika en Azië (Rusland). In Nederland komt het zeer zeldzaam voor.

## Foto's

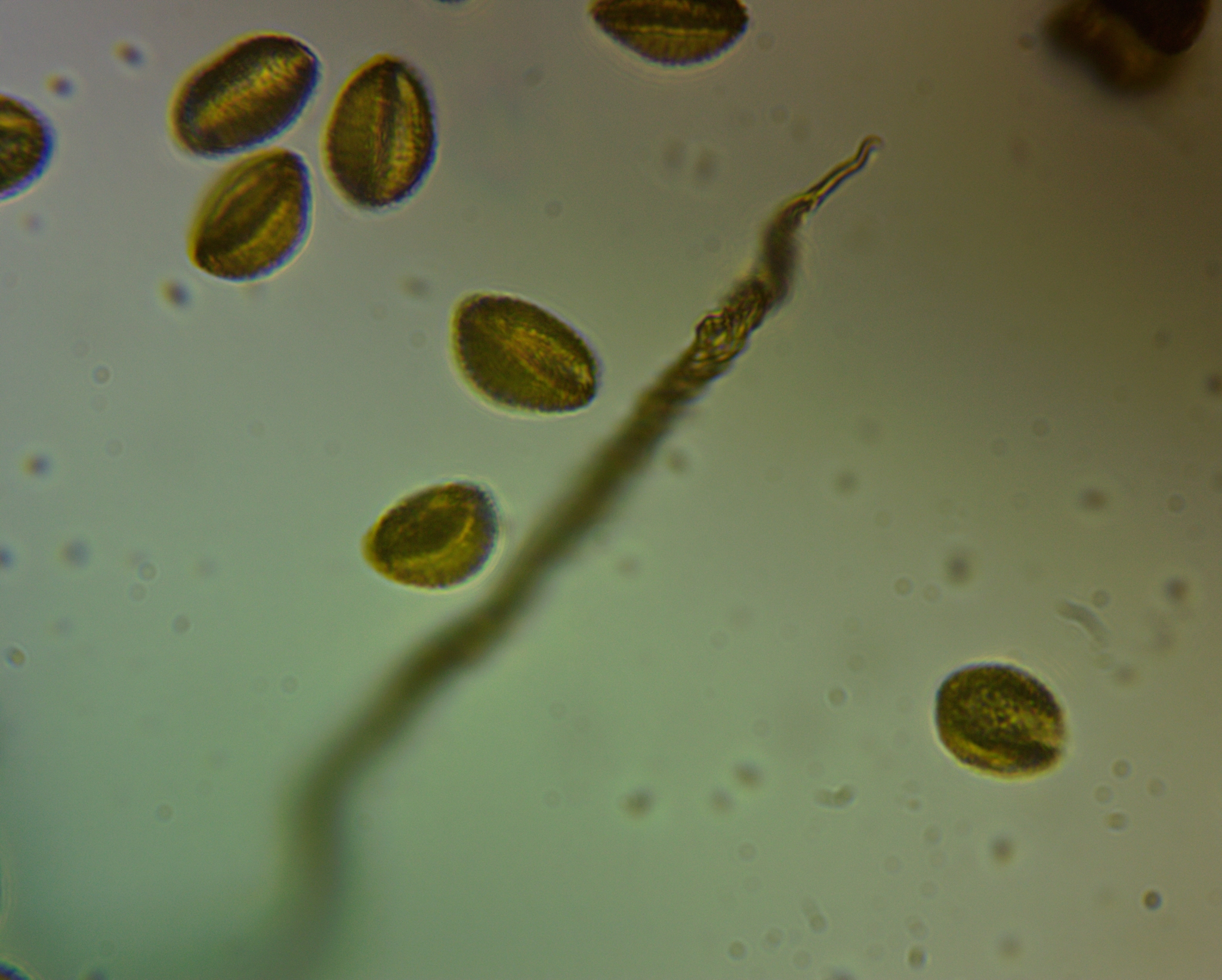
Elateren
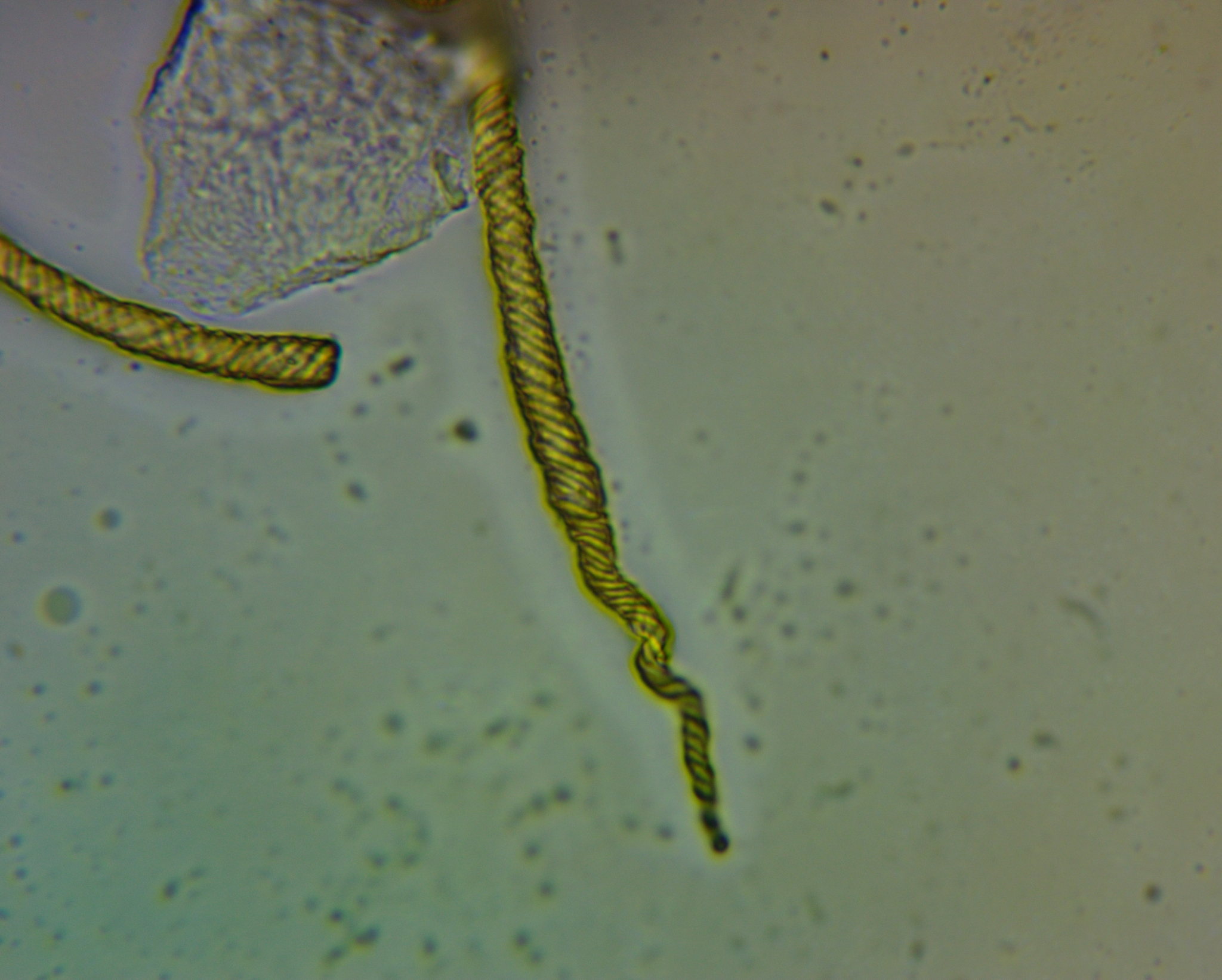
Elateren
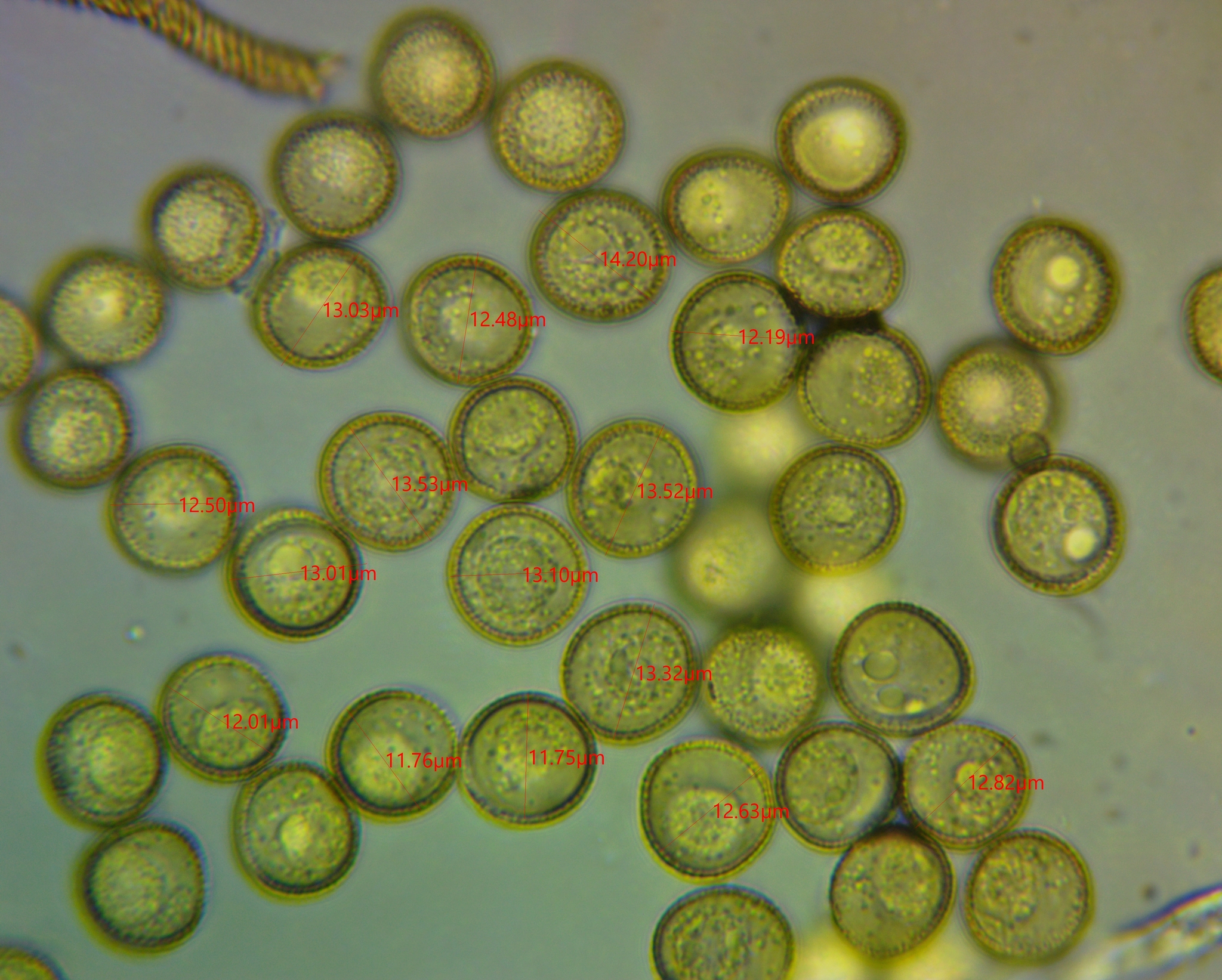
Sporen